# ادواردو اموریم (بازیکن فوتبال)
ادواردو اموریم (انگلیسی: Eduardo Amorim؛ زادهٔ ۳۰ نوامبر ۱۹۵۰) بازیکن فوتبال اهل برزیل است.
از باشگاه‌هایی که در آن بازی کرده‌است می‌توان به باشگاه ورزشی کروزیرو و باشگاه فوتبال کورینتیانس اشاره کرد.